# Ибрагим Сарим-паша
Ибрагим Сарим-паша (тур. İbrahim Sarim Paşa, 1801 — 1854) — османский государственный деятель, садр-азем Османской империи.

## Биография
Ибрагим Сарим-паша родился в 1801 году.
В 1839 году был послом Османской империи в Тегеране, в Персии. С июня по декабрь 1841 года был министром торговли, с мая 1842 года по январь 1843 года исполнял обязанности министра иностранных. Между ноябрем 1844 года и ноябрем 1845 года служил послом Османской империи в Лондоне, в Великобритании, с декабря 1845 года по июль 1846 года был министром торговли и сельского хозяйства. С февраля 1847 года по февраль 1848 года занимал пост министра финансов. В феврале-апреле 1848 года был министром юстиции и главой апелляционного суда.
В апреле 1848 года был назначен султаном Абдул-Меджидом I на место Великого визиря и занимал этот пост в течение 3 месяцев и 13 дней.
После отставки с поста Великого визиря, с сентября 1849 года по октябрь 1851 года управлял вилайетом Бурса, в феврале-сентябре 1853 года был генерал-губернатором Трабзона.
Он умер в 1854 году.